# ناوشکن کلاس تی ۵۳
ناوشکن کلاس تی ۵۳ (به انگلیسی: T 53-class destroyer) یک کلاس از کشتی است که طول آن ۱۲۸٫۶ متر (۴۲۱ فوت ۱۱ اینچ) می‌باشد.